# Usheoritse Itsekiri
Usheoritse Itsekiri (* 31. Januar 1998 in Sapele) ist ein nigerianischer Leichtathlet, der sich auf den Sprint spezialisiert hat. Mit der nigerianischen 4-mal-100-Meter-Staffel siegte er 2024 bei den Afrikaspielen in Accra.

## Sportliche Laufbahn
Erste Erfahrungen bei internationalen Meisterschaften sammelte Usheoritse Itsekiri bei den Jugendafrikameisterschaften 2015 in Réduit, bei denen er über 200 Meter den vierten Platz belegte. Daraufhin nahm er an den Commonwealth Youth Games in Apia teil und gelangte dort über 100 und 200 Meter bis in das Halbfinale. 2018 nahm er zum ersten Mal an den Commonwealth Games im australischen Gold Coast teil und wurde dort mit der nigerianischen 4-mal-100-Meter-Staffel im Finale disqualifiziert. Bei den IAAF World Relays 2019 in Yokohama wurde er sowohl mit der 4-mal-100- wie auch mit der 4-mal-200-Meter-Staffel disqualifiziert. Anschließend nahm er erstmals an den Afrikaspielen in Rabat teil und gewann dort mit 10,02 s die Bronzemedaille über 100 Meter hinter seinem Landsmann Raymond Ekevwo und Arthur Cissé aus der Elfenbeinküste. Zudem gewann er mit der Staffel in 38,59 s die Silbermedaille hinter dem Team aus Ghana. Damit qualifizierte er sich auch für die Weltmeisterschaften in Doha, schied dort aber mit 10,46 s in der Vorrunde aus und wurde mit der Staffel im Vorlauf disqualifiziert. 2021 nahm er über 100 m an den Olympischen Sommerspielen in Tokio teil und gelangte dort bis in das Halbfinale, in dem er mit 10,29 s ausschied.
2023 schied er bei den Weltmeisterschaften in Budapest mit 10,19 s im Halbfinale über 100 Meter aus und kam mit der 4-mal-100-Meter-Staffel mit 38,20 s nicht über den Vorlauf hinaus. Im Jahr darauf gewann er bei den Afrikaspielen in Accra in 10,23 s die Silbermedaille über 100 Meter hinter dem Kameruner Emmanuel Eseme und siegte mit der Staffel in 38,41 s gemeinsam mit Israel Okon Sunday, Emmanuel Ekanem Consider und Alaba Akintola. Im Juni schied er bei den Afrikameisterschaften in Douala mit 10,29 s im Halbfinale über 100 Meter aus und gewann mit der Staffel in 38,84 s gemeinsam mit Kayinsola Ajayi, Alaba Akintola und Godson Oghenebrume die Silbermedaille hinter dem ghanaischen Team. Im August verpasste er bei den Olympischen Sommerspielen in Paris mit 38,20 s den Finaleinzug mit der Staffel.
In den Jahren 2019 und 2023 wurde Itsekiri nigerianischer Meister im 100-Meter-Lauf sowie 2019 auch über 200 Meter. 2021 siegte er in der 4-mal-100-Meter-Staffel.

## Persönliche Bestzeiten
- 100 Meter: 10,02 s (+1,6 m/s), 27. August 2019 in Rabat
  - 60 Meter (Halle): 6,61 s, 9. März 2023 in Saskatoon
- 200 Meter: 20,34 s (+0,9 m/s), 24. Juni 2023 in Windsor